# Leiocephalus carinatus
Leiocephalus carinatus är en ödleart som beskrevs av  Gray 1827. Leiocephalus carinatus ingår i släktet rullsvansleguaner, och familjen Tropiduridae. IUCN kategoriserar arten globalt som livskraftig.
Arten förekommer i Kuba, på Bahamas och på flera mindre öar i samma region. Den introducerades dessutom i Florida. Leiocephalus carinatus vistas vanligen i klippiga områden nära havet och den besöker trädgårdar samt stadsparker.

## Underarter
Arten delas in i följande underarter:
- L. c. carinatus
- L. c. aquarius
- L. c. armouri
- L. c. cayensis
- L. c. coryi
- L. c. granti
- L. c. hodsoni
- L. c. labrossytus
- L. c. microcyon
- L. c. mogotensis
- L. c. varius
- L. c. virescens
- L. c. zayasi